# Саїд-паша (володар Іраку)
Саїд-паша (*араб. سعيد باشا‎, осман. سعيد پاشا, груз. საიდ ფაშა; бл. 1791 — 20 лютого 1817) — 11-й правитель Мамлюцького Ірака в 1813—1816 роках.

## Життєпис
Син Сулейман-паши I і Набі-ханум. Народився 1791 року в Багдаді. Брав участь у війнах проти Дірійського емірату, заслуживши повагу мамлюків.
У 1810—1812 роках протистояв османським військам. 1812 року після загибелі Сулейман-паши II очолив спротив мамлюків за підтримки Абб ар-рахмана-агі та Хаммуда аль-Тамера, шейха бедуїнського племені мунтафік. 1813 року вигнав османські загони з Іраку, затвердившись в Багдаді. За цим завдав поразки бедуїнами клану аль-тутунджі, що підтримували османів. Султан Махмуд II вимушений був визнати його очільником Багдадського, Басорського і Шаразорськогое еялетів.
1814 року придушив заколот Хамад-аги. 1815 року через підозру у змові позбавив посад Дауда-пашу. Під впливом матері призначив на посаду каг'ї (заступника паши) Хаджі-Абдаллаха аль-Хулусі, але той подав у відставку через 4 місяці, не маючи змоги протидіяти корупції серед оточення Саїда-паши. Новий каг'ю став Хаммад аль-Ваджі, який призвів до заворушень в Неджефі, які потім поширилися на Кербелу. Разом з тим вирішив скоротити військо, на яке витрачалися чималі кошти. При цьому загроза з боку Дірійського емірату зменшилася. Такі дії викликали невдоволення мамлюків. 
1816 року проти нього став інтригувати Дауд-паша, який почав перемовини в Сулейманії з Халедом-ефенді, офіційним представником султана. Разом з тим юдейський банкір Азра вирішив помститися Саїду-паші за те, що той відмовив Азрі у призначенні головою корпорації багдадських купців. Він накарбував монет з іменем Саїда, які відправив до Стамбула, як доказ наміру Саїда-паши стати незалежним правителем. Цим скористався Дауд-паша, який переконав султана призначити його очільником Багдаду і Басри.
Махмуд II 1816 року призначив Дауда новим валі, а Саїду-паші передав посаду валі еялету Алеппо. Проте останній не підкорився. В нетривкий кампанії війська Саїда у січні-лютому 1817 року зазнали поразки в битві біля Баб аль-Муазам. Багдад було захоплено 20 лютого, того  дня страчено Саїда-пашу. Владу перебрав Дауд-паша.